# Club Deportivo Vasconia de Donostia
Para el club de fútbol homónimo de Basauri, véase Club Deportivo Basconia
El Club Deportivo Vasconia de Donostia, que suele ser conocido como Vasconia de San Sebastián, es un club deportivo de España, de la ciudad de San Sebastián en la provincia de Guipúzcoa. 
Surgido como club de fútbol, es actualmente un club deportivo con secciones de fútbol, pelota vasca, ciclismo y bolos y toca. Está vinculado por tradición al barrio de Amara Viejo de San Sebastián.

## Historia
El Club Deportivo Vasconia de San Sebastián fue fundado en 1928 en el barrio de Amara Viejo de la ciudad de San Sebastián, aunque algunas fuentes apuntan a una fecha anterior de fundación en 1917. El club se montó en torno al equipo de fútbol de las escuelas municipales de Amara que había vencido en un torneo infantil en la ciudad. Se trata de un equipo tradicional de barrio, ligado durante 80 años a la vida cultural, social y deportiva de esa parte de la ciudad de San Sebastián. 
Durante esos 80 años de existencia ha participado casi siempre en competiciones regionales de Guipúzcoa. Su época dorada se remonta a la década de los años 40, cuando llegó a jugar durante 2 temporadas en la Tercera división española (temporadas 1943-44 y 1944-45). Por aquel entonces el Vasconia era el segundo equipo de la ciudad de San Sebastián y funcionaba como filial de la Real Sociedad de Fútbol. Por sus filas pasaron algunos jugadores que luego estuvieron con la Real Sociedad en primera división durante los años 40 y 50. Con posterioridad, a principios de los 50, la Real crearía un equipo filial propio (el San Sebastián CF) y el Vasconia dejaría de desempeñar ese papel.
Actualmente su nombre oficial es Club Deportivo Vasconia de Donostia. En 2006 dejaron de sacar equipo sénior masculino, aunque el club no ha desaparecido, ya que sigue manteniendo sus equipos de fútbol base hasta juveniles, con niños y jóvenes de los barrios donostiarras de Amara, Amara Viejo y Ayete principalmente.
De cara a la temporada 2007-08 el CD Vasconia firmó un convenio con la Universidad del País Vasco (equipo que había descendido ese año de la Tercera división española a la Regional Preferente Guipuzcoana), de tal forma que el club universitario funcionaría como equipo sénior del Vasconia. El equipo surgido fruto de este convenio se denominó UPV-Vasconia y jugó durante tres temporadas en la máxima categoría del fútbol guipuzcoano (en las temporadas 2007-08 y 2008-09 en la Regional Preferente y la temporada 2009-10 en la nueva categoría División de Honor). Tras descender el UPV-Vasconia de División de Honor a Preferente al finalizar la temporada este acuerdo finalizó y el Vasconia sacó equipo propio sénior en la temporada 2009-10, jugando eso sí en la categoría más baja de la Primera Regional.

### Tourmalet de Amara
Durante más de treinta años el club organizó el Tourmalet de Amara, carrera ciclista de categoría juvenil cuyo primer ganador fue Txomin Perurena.

## Uniforme
- Uniforme titular: Camiseta granate, pantalón negro y medias granate y negras.

## Estadio
En 2010 el CD Vasconia ganó el concurso público para gestionar un campo municipal de nueva construcción, el Campo de Puio, situado en el barrio de Ayete de San Sebastián El campo fue inaugurado oficialmente con un entrenamiento de la Real Sociedad el 1 de junio de 2010
Se trata de un campo de hierba artificial multiusos, que se utiliza tanto para la práctica del fútbol como la del rugby.
Con anterioridad a Puio el CD Vasconia jugó durante una década aproximadamente en el campo de fútbol de Martutene, situado en el barrio de Martutene de San Sebastián, siendo este el último de una larga serie de campos por los que había peregrinado el club a lo largo de su historia.

## Datos del club
- Temporadas en 1ª: 0
- Temporadas en 2ª: 0
- Temporadas en 2ªB: 0
- Temporadas en 3ª: 2
- Mejor puesto en la liga: 5.º (Tercera división, Grupo 3, temporada 44-45)